# Fethi Ghares
Fethi Ghares, né le 20 juillet 1973 à Alger, est un homme politique algérien.

## Parcours
Fethi Ghares rejoint le Mouvement démocratique et social (MDS) en 1998 lors de sa création, alors qu'il est étudiant à l'institut agricole de Mostaganem ; il fait partie du bureau national du mouvement. En 2013, Fethi Ghares devient le porte-parole officiel du MDS,.
Fethi Ghares affirme que Frantz Fanon est la personnalité intellectuelle qui l'a le plus influencé. En mai 2018, il assure qu'il est « l'avocat de la liberté de conscience (et que) la séparation du politique et du religieux doit être consacrée dans la constitution ».
Il se déclare candidat lors du premier processus électoral de l'élection présidentielle de 2019 avec le MDS, sans toutefois déposer de dossier,. Dans le contexte des manifestations de 2019, il renonce à se présenter, demandant « le départ préalable de toutes les figures qui incarnent le système actuel » et la formation d'un « présidium composé de quatre à cinq personnalités indépendantes et consensuelles (puis) l’installation d’un gouvernement de transition, composé également de compétences nationales et non partisanes, qui auront à gérer les affaires courantes du pays ».
Le 30 juin 2021, Fethi Ghares est arrêté chez lui (au Gué de Constantine, près d'Alger) par des policiers en civil. Le Comité national pour la libération des détenus indique dans un communiqué, qu'après un passage au commissariat, Fethi Ghares est reconduit chez lui pour une perquisition et une fouille de son domicile, avant d'être emmené vers une destination inconnue de ses proches. Le 1er juillet 2021, Fethi Ghares est placé sous mandat de dépôt par le juge d'instruction près tribunal de Bainem. Son procès, initialement prévu le 6 décembre 2021, est reporté au 12 décembre de la même année. Le 9 janvier 2022, il est condamné à deux ans de prison, pour « atteinte à la personne du président de la République, outrage à corps constitué, diffusion de publications pouvant porter atteinte à l’intérêt national, diffusion d’informations pouvant porter atteinte à l’unité nationale et diffusion d’informations pouvant porter atteinte à l’ordre public ». Cette condamnation suscite  des réactions d'indignation dans l'opposition au pouvoir en place. En mars 2022, sa peine est ramenée à 6 mois d'emprisonnement en appel, ce qui permet alors sa sortie de prison.
Le mardi 27 août 2024, des policiers arrêtent l'opposant algérien Fethi Ghares et l'emmènent dans un lieu inconnu, selon son épouse et le Comité national pour la libération des détenus (CNLD). Cette arrestation a lieu à environ 15 jours de l'élection présidentielle du 7 septembre où le président Tebboune brigue un deuxième mandat,. Lui et son épouse sont poursuivis pour plusieurs infractions dont « perturbation de l'élection ». 
Le 29 août 2024, il est inculpé pour « outrage au président » et « diffusion de fausses informations et d’un discours de haine à travers des publications sur les réseaux sociaux », puis est libéré de prison et placé sous contrôle judiciaire étroit. Cette arrestation intervient dans un contexte de grande tension entre le pouvoir et ses opposants à l'approche des élections présidentielles du 7 septembre 2024. Il est condamné à un an de prison en janvier 2025 et à un dédommagement symbolique d’un dinar au président algérien Abdelmadjid Tebboune, qui s’est constitué partie civile dans l’affaire. Son épouse est condamnée à six mois de prison avec sursis.

## Vie privée
Fethi Ghares est marié avec Messaouda Cheballah (membre du secrétariat exécutif du MDS). Il a également été acteur dans les films du réalisateur Tariq Teguia, dont un premier rôle dans le long-métrage Révolution Zendj.